# Alessandro Rubino
Alessandro Rubino (Milano, 20 maggio 1956) è un politico italiano.

## Biografia
Imprenditore, nel 1994 viene eletto deputato con Forza Italia e nella XII legislatura è Presidente della X Commissione (Attività produttive, commercio e turismo). Viene rieletto a Montecitorio anche alle elezioni del 1996; conclude il mandato nel 2001.